# Courtauld Gallery

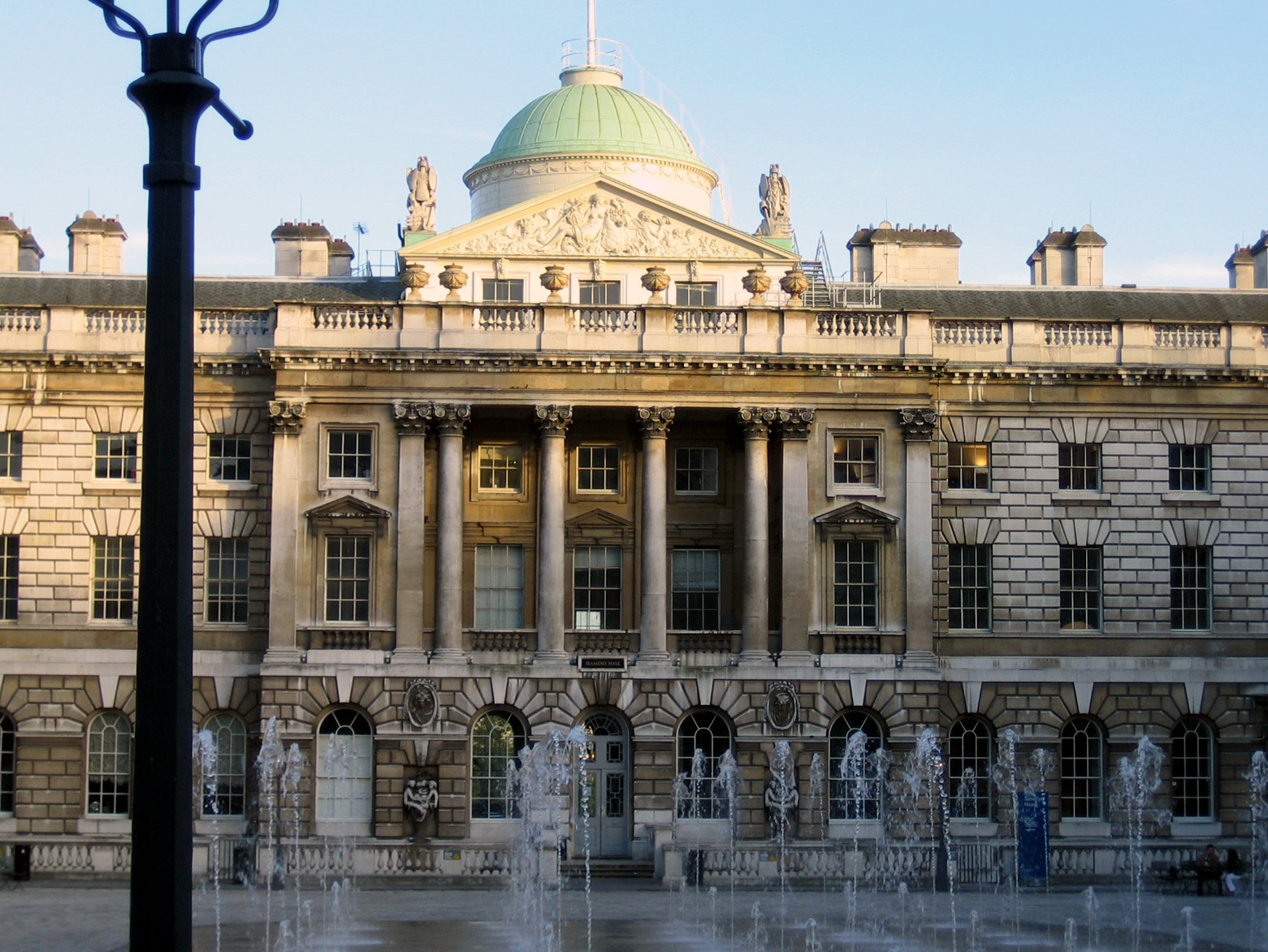
Strand, Somerset House

De Courtauld Gallery is deel van het Courtauld Institute of Art (Universiteit van Londen) in Somerset House aan de Strand in Londen.

## Geschiedenis
Het Courtauld Institute werd in 1932 gesticht door de industrieel en kunstverzamelaar Samuel Courtauld, de diplomaat en verzamelaar Arthur Lee, 1st Viscount Lee of Fareham en de kunsthistoricus Robert Witt. Oorspronkelijk was het instituut gevestigd in Home House, een door Robert Adam ontworpen huis aan het Portman Square in Londen. Sinds 1989 is het instituut gevestigd in het Somerset House.
Huidig directeur van de Gallery is de Nederlander jhr. dr. Ernst Vegelin van Claerbergen.

## De collectie
De kunstverzameling is in 1932 gestart door Samuel Courtauld, die voornamelijk impressionistische en postimpressionistische werken bijdroeg. Andere schenkingen vonden plaats in de jaren dertig en één in 1948. Zijn collectie omvatte meesterwerken als Manets Un bar aux Folies-Bergère en een versie van le déjeuner sur l'herbe, Renoirs De loge, landschappen van Claude Monet en Camille Pissarro, een balletscène van Edgar Degas en een serie van acht belangrijke werken van Cézanne. Voorts twee werken van Van Gogh (Zelfportret met verbonden oor en Kersenboomgaard), Gauguins Nevermore en Te Rerioa, alsmede enkele werken van Seurat, Henri "Le Douanier" Rousseau, Toulouse-Lautrec en Modigliani.
Na de dood van de eminente kunstcriticus Roger Fry in 1934, verkreeg het instituut diens collectie twintigste-eeuwse kunst. Andere schenkingen volgden na de Tweede Wereldoorlog, zoals de belangrijke collectie Oude Meesters van Lord Lee. Tot die verzameling behoorden Cranachs Adam en Eva en een schets in olieverf van Rubens' Kruisafneming. Robert Witt was ook een weldoener van het instituut en liet in 1952 een collectie Oude Meesters en Britse tekeningen na.
In 1974 werd een serie van dertien aquarellen van J.M.W. Turner aangeboden ter nagedachtenis aan Stephen Courtauld. Ten slotte kreeg het Courtauld Institute in 1978 de Princes Gate Collection Oude Meesters, die was verzameld door Count Antoine Seilern, in haar bezit. Die verzameling, met schilderijen van Pieter Bruegel de Oudere, Quentin Massys, Anthony van Dyck en Giovanni Battista Tiepolo, was minstens zo belangrijk als de verzameling van Courtauld, die vooral sterk was in werken van Rubens. De erflating had ook betrekking op een serie werken van Camille Pissarro, Degas, Renoir en Oskar Kokoschka uit de negentiende en twintigste eeuw.

## Collectie (hoogtepunten)

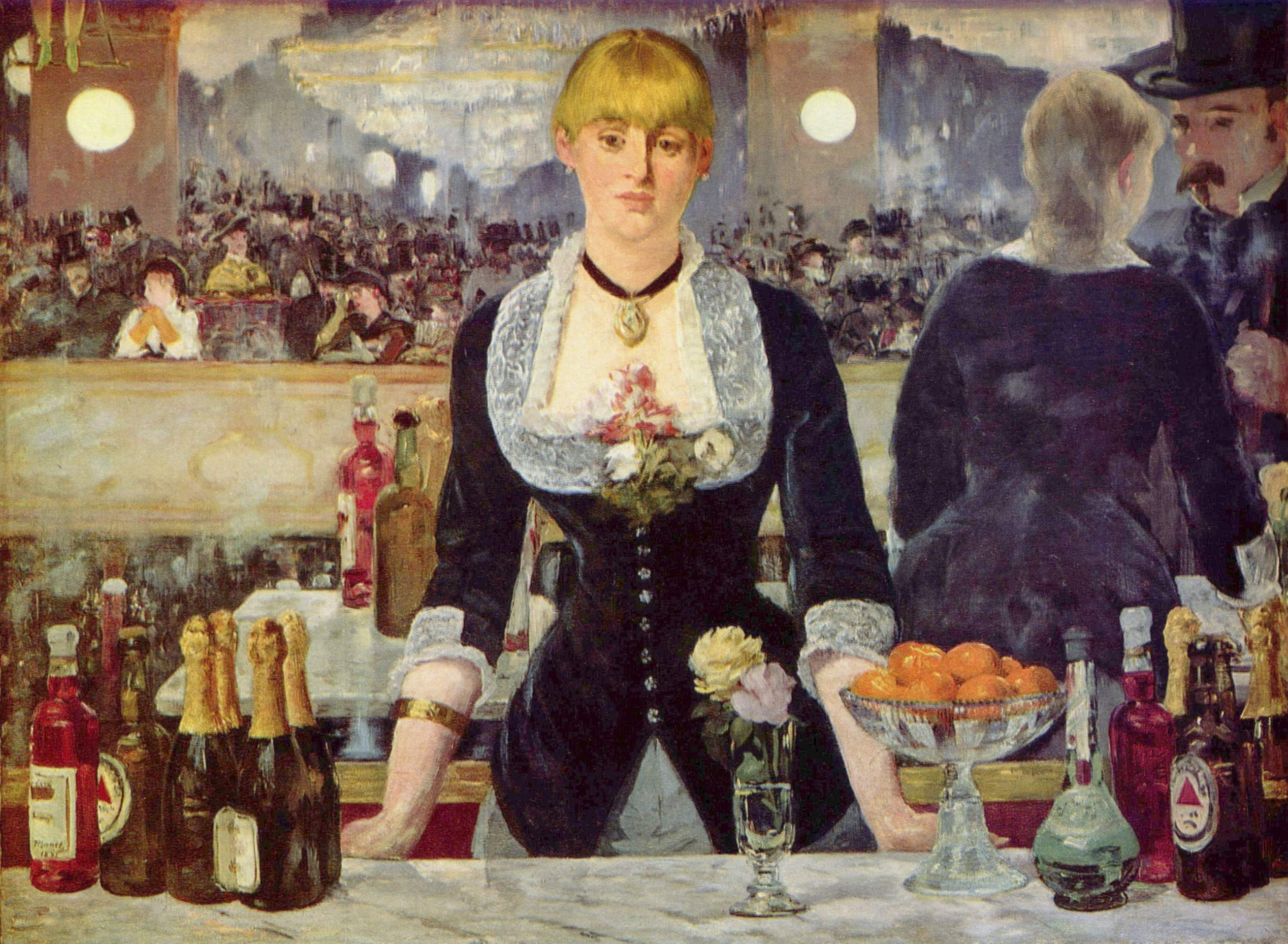
Un Bar au Folies-Bergère (1882), Édouard Manet

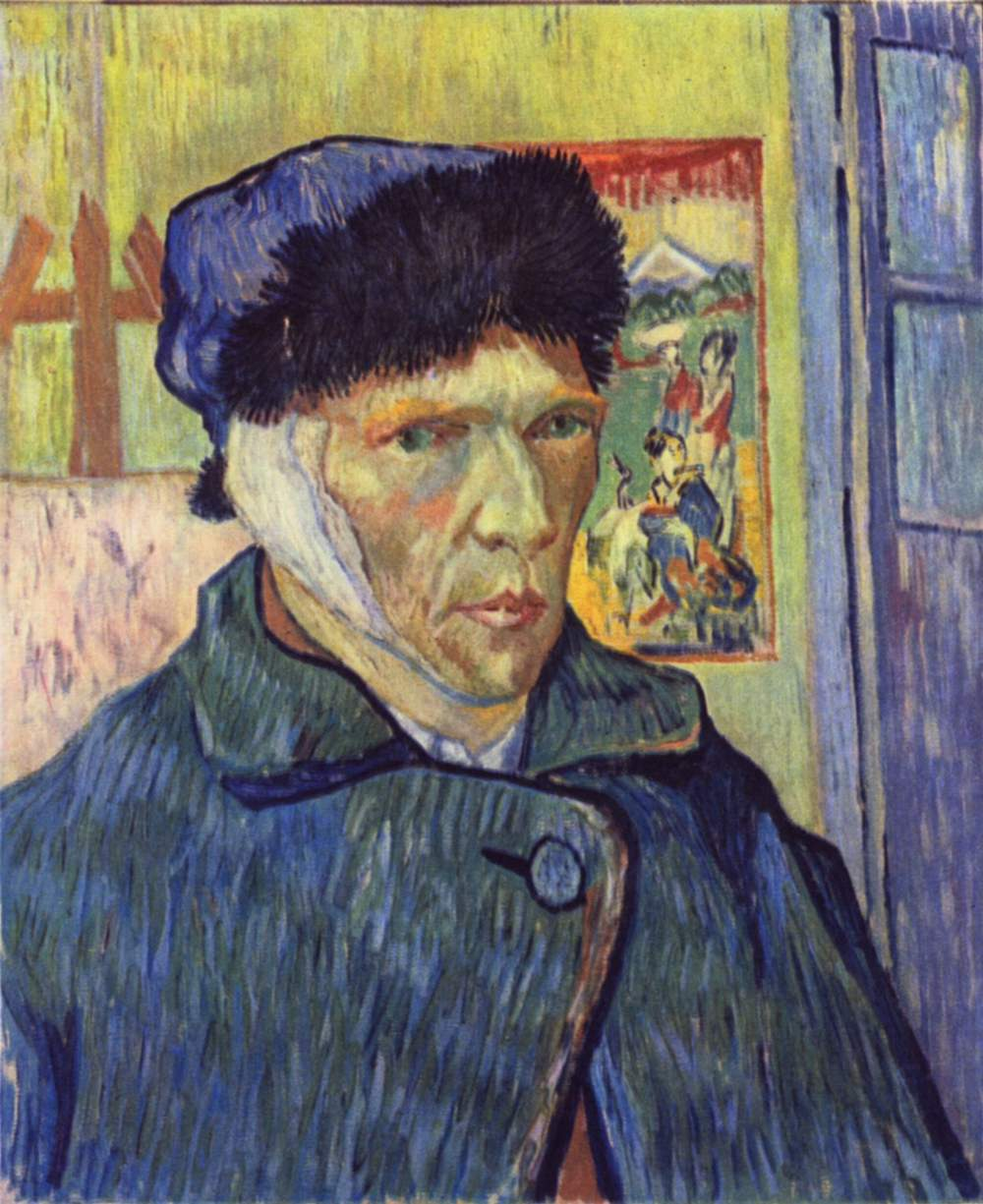
zelfportret (1889), Vincent van Gogh

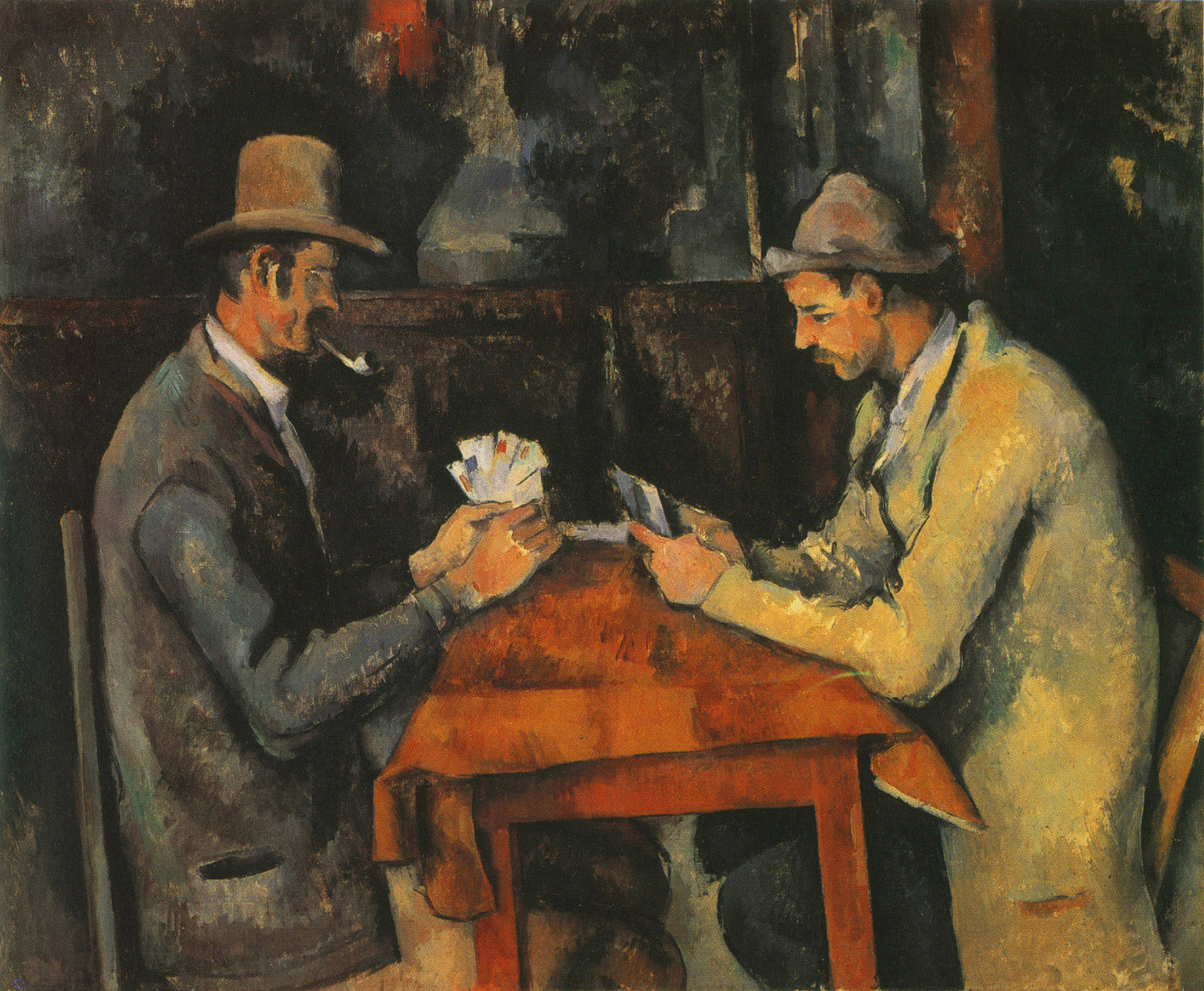
Les joueurs de carte (1892/5), Paul Cézanne

### Duitse School
- Lucas Cranach de Oudere - 1 werk;

### Engelse School
- William Beechey - 2 werken;
- Thomas Gainsborough - 2 werken;
- Peter Lely - 3 werken;

### Franse School
- Paul Cézanne - 12 werken;
- Edgar Degas - 6 werken;
- Paul Gauguin - 3 werken;
- Claude Lorrain - 1 werk;
- Édouard Manet - 4 werken;
- Claude Monet - 3 werken;
- Camille Pissarro - 4 werken;
- Georges Seurat - 9 werken;
- Pierre Auguste Renoir - 4 werken;

### Hollandse School
- Vincent Van Gogh - 2 werken;

### Italiaanse School
- Fra Angelico - 4 werken;
- Giovanni Bellini - 1 werk;
- Sandro Botticelli - 1 werk;
- Bernardo Daddi - 2 werken;
- Lorenzo Lotto - 2 werken;
- Pietro Perugino - 1 werk;
- Giovanni Battista Tiepolo - 12 werken;
- Tintoretto - 2 werken;

### Spaanse School
- Francisco Goya - 1 werk;

### Vlaamse School
- Anthony van Dyck - 5 werken;
- Pieter Bruegel de Oudere - 3 werken;
- Quentin Massys - 2 werken;
- Peter Paul Rubens - 29 werken;
- David Teniers de Jongere - 10 werken;